# Добрило Николић
Добрило Николић (Ариље, 1938) српски је академски графичар дизајнер.

## Биографија
Рођен је 1938. у Ариљу. Школовао се у Ариљу, Новом Саду и Београду. 
Десетак година пре дипломирања на Академији за примењене уметности у Београду започиње своје, у континуитету, вишедеценијско бављење графичким дизајном и посвећеним ликовним обликовањем књига.
Године 1965. одлази у Париз где, веома успешно ради у атељеу Јакова Агама.
По повратку из Париза па до данас непрестано ради на обликовању књига (преко 2000 наслова), што представља, на основу доступних података, својеврсан рекорд у области графичког дизајна, како у домаћој тако и у међународној конкуренцији.
До одласка у пензију, десет година је био у статусу слободног уметника. Био је графички уредник у издавачком заводу Југославија до 1972, а онда уредник за ликовно и графичко обликовање у издавачком предузећу Просвета, када одлази у пензију са пуних 40 година радног стажа оствареног у области графичког дизајна.
Међутим, и после одласка у пензију Николићева преокупација је и даље графички дизајн, наравно, нешто умањеног обима али и даље у области обликовања књиге.

## Уметнички израз и стваралаштво
На почетку бављења овим видом уметности, поред заиста малог броја истомишљеника, Д. М. Николић чини велики напор да обликовање наше књиге отргне од искључивог псеудо-приступа врпчастог писма и да његова дела проговоре интернационалним језиком модерног дизајна. Истовремено, настоји да су све то гејзири са овог тла, са реминисценцијом на нашу културну баштину.
» - Од старе српске књижевности, преко класика, до великог бројанајсавременијих писаца (како појединачна тако и сабрана дела), све је билопредмет визуелизације овог аутора и носи његов препознатљив печатаутентичног дизајна « -проф. др Павле Васић у есеју поводом Николићеве изложбе у Музеју примењене уметности 1979. (како је наведено у Малој енциклопедији - Просвета).
Као резултат његове сарадње са готово свим већим и мањим издавачким кућама, какве су: некадашњи издавачки завод Југославија, Просвета, Српска књижевна задруга, Матица српска, Српска академија наука иуметности, Народни музеј, Народна књига, Књижевне новине, Рад, Библиотека града, Народна библиотека, Педагошки музеј, настала су, културној и најширој јавности, нека од најпознатијих остварења. Посебно се издвајају, и чине Добрила М. Николића аутентичном стваралачком личношћу, издања из области ликовних уметности као што су књиге, монографије, каталози, плакати:
Обликовање књиге:
- Историја Београда,
- Српска уметничка ћирилица - (капитално дело) у сарадњи са САНУ,
- СФ енциклопедија,
- Уметност старе Грчке;
- Етрурци;
- Стара Индија;
- Уметнички портрет архитекте Томе Марковића.

Едиције и сабрана дела:
- Стара српска књижевност- у 24 књиге,
- Сабрана дела: Лазе Костића; Иве Андрића; Бранка Ћопића; Боре Станковића; Владимира Набокова; Оскара Давича; Милорада Павића; Миодрага Булатовића; Борислава Пекића; Веселина Чајкановића; Живојина Павловића и друга.
- Просветине познате едиције: Савремена проза; Савремена поезија; Кентаур; Еротикон; лектира Просвета; библиотека Баштина,
- Едиције Српске књижевне задруге : Савременик; Библиотека за децу и омладину Српски мемоари и др.
- Срби у Војводини - у 3 књиге у издању Матице српске,
- Уметничко благо Југославије- едиција у 16 књига у издању Југославије и Спектра Загреб.

Монографије:
- Београдска филхармонија
- Српско сликарство у 19. веку
- Највећу оцену добила је монографија Лепенски Вир (на српском и енглеском језику).

Сам врх обликовања и графичке креације представљају својеврсне ликовне монографије: 
- Оља Ивањицки;
- Љуба Поповић;
- Димитрије Поповић

Омоти - корице за капитална издања: 
- Х.В. Јансон - Историја уметности;
- Х.Х. Арнасон - Историја модерне уметности;
- Шерман Ли - Историја уметности далеког истока
- и Уметничко благо Југославије као посебно издање у сарадњи са Ото-Бихаљи Мерином (на српском, енглеском, француском и немачком језику као копродукционо издање са највећим издавачима тих говорних подручја). Под истим насловом касније обликује едицију у 16 књига у издању Југославије и Спектра Загреб.

За поменута и друга дела Добрило М. Николић одликован је највећим наградама међу којима су: 
- Награда Академије примењених уметности,
- Тридесетак награда Међународног сајма књига у Београду,
- Две награде Салона књига у Новом Саду,
- Награда Октобарског салона,
- Неколико награда Мајског Салона,
- Специјална награда на изложби Златно перо Београда,
- Велика награда изложбе Дизајн у Србији,
- Награда Привредне коморе Београда,
- Велики број награда Удружења ликовних уметника примењених уметности и дизајнера Србије, каква је и Награда за укупно стваралаштво 1973,1974. и 1994. год.

Оснивач библиотека
Круна и синтеза ликовног и књижевног рада Добрила М. Николића је покретање библиотеке Знак у којој је као прва књига објављен Врачар
са текстом Светлане - Велмар Јанковић, што је по мишљењу многих критичара коауторско дело Светлане и Добрила. У истој едицији објавио је, такође, коауторско дело Ахилије са Добрилом Ненадићем поводом 700 година храма Светог Ахилија у Ариљу. Ова библиотека има два временска пункта и обележава датуме од судбинског значаја за културу народа српског.
Поред библиотеке Знак покреће и библиотеку Песн 1995. године у којој као прву књигу објављује Збирку хаику поезије Лирски јунаци Владимира Станковића и одмах за креацију добија три награде: 
- Награду 40. Међународног сајма књига,
- Прву награду УЛУПУДС-а на истом сајму,
- и Награду мајске изложбе.

Есеји
Добрило М. Николић пише и есејистичке текстове са темом ликовне уметности и дизајна: 
- Ликовна и техничка перфекција - (Галаксија),
- Цртежи пуњени сатиром у књизи и Сербија, М. Михајловића - (Књижевне новине),
- Мозаичке коцкице, Б. Њежића - (каталог за изложбу),
- Слово о Ариљу - (Културни додатак Политике),
- Радомир Стевић-Рас или један живот без дилема - (каталог за изложбу у Народном музеју)
- Читалишта, читалишта! - есеј поводом 150 година од оснивања Читалишта у Србији (објављен у новинама Читалишта београдског).
- У истим новинама, на првој страни у рукопису, 1989. објављена је и песма Колевка поводом 600 година битке на Косову.

Плакати
Поред обликовања књига, Д.М. Николић аутор је и многобројних креација као што су плакати: 
- Октобарски салон 1977,
- Велике изложбе Дизајн у Србији 1978,
- Дани музике 1973,
- Златно перо Београда 1973.
- Плакат за Песму ЈРТ,
- Дела М. Павића, Савремено графичко обликовање у Србији 1978, Београд, град конгреса и сајмова, Гинко, 1848-1988
- Запис, песма и цртеж: Бранков мост 1984, посвећено Б.Ћопићу, објављено у Културном додатку Политика (1984).
- Биографски лексикон златиборског округа,
- МОСИ спортске игре и други.

Заштитни знакови/логотипи
Д.М. Николић је аутор великог броја заштитних знакова и логотипа, као што су: 
- ЈРТ,
- Еко програми,
- Фила,
- Институт за физику-ОПА,

Низ знакова за едиције:
- Лектира,
- Едиција Просвета,
- Еротикон,
- 2001 СФ,
- ресторан Верди,
- Има дана,
- Хорске свечаности Ниш,
- Палата Београд,
- знак библиотеке Награда Десанка Максимовић и др.

Каталози
- ЈРТ,
- Соларне куће,
- Еко програми,
- ЕПП програми,
- 1848-1988

-Каталог публикација: 
- Народна библиотека Србије,
- Златног пера,
- Окобарског салона,
- Дани музике,
- Београдски графички круг,
- Хорске свечаности,
- Ревија Аутомобили,
- Фризерски дизајн,
- Сајамски водич.

-Каталози за самосталне изложбе: 
- Ана Виђен,
- Драган Добрић,
- Даница Младеновић,
- Кемал Рамујкић,
- за самосталну изложбу Д.М. Николића у Музеју примењене уметности и многи други.

## Награде
1. Награда за животно дело, за целокупно стваралаштво и допринос развоју примењених уметности и дизајна од Удружења ликовних уметника примењених уметности и дизајна Србије, 1996.
2. Награда Академије примењених уметности, 1965.
3. Награда 18. октобарског салона за графички дизајн, 1973.
4. Похвала Међународног сајма књига у Београду за графичко обликовање књиге Југославија-путовање кроз уметност, 1973.
5. Похвала Међународног сајма књига у Београду за ликовно-графичко обликовање књиге Стара Грчка, 1973.
6. Годишња награда УЛУПУДС-а, 1973.
7. Похвала Међународног сајма књига у Београду за ликовно-графичко обликовање књиге Историја Београда у 3 тома, 1974.
8. Откупна награда Музеја примењених уметности за Програм симпозијума радио будућности, 1974.
9. Годишња награда УЛУПУДС-а за најбоља остварења у 1974.
10. Откупна награда Музеја примењених уметности за графички дизајн Симпозијум Опште образовни програми европских радио станица
11. Плакета УЛУПУДС-а за графички дизајн на 17. октобарском салону, 1976.
12. Награда на Сајму књига за едицију "Савремена поезија" Просвета 1977.
13. Специјална награда на изложби Златно перо Београда за поему Кадињача, 1979.
14. Награда Сајма књига за графички дизајн библиотеке "Савремена проза" 1980.
15. Похвала Сајма књига за графички дизајн библиотеке Просвета, 1979.
16. Награда УЛУПУДС на Сајму књига за едицију Савремена проза, 1979.
17. Награда УЛУПУДС на Сајму књига за едицију Савремена поезија, 1982.
18. Прва награда Сајма књига за графички дизајн Поеме С. Куленовића, 1981.
19. Друга награда за дизајн едиције Савремена проза, 1981.
20. Велика награда на изложби Дизајн у Србији, 1978.
21. Похвала на Сајму књига за Гуло-Гуло М. Булатовића, 1982.
22. Награда и откупна награда на изложби НОБ у делима ликовних уметника за Кадињачу 1980/1,
23. Награда-јавно признање за укупно стваралаштво СО Ариље, 1982.
24. Награда Сајма књига за rрафички дизајн моноrрафије Лепенски Вир, 1983.
25. Награда Сајма књига за графички дизајн књиге Хазарски речник М. Павића 1984.
26. Похвала Сајма књига за графички дизајн библиотеке Баппина, 1986.
27. Награда Сајма књига за обликовање библиотеке Стара српска књижевност, 1988.
28. Похвала Сајма књига за графички дизајн две књиге К. Поповића
29. Награда Сајма књига за графички дизајн одабраних дела Драгише Васића
30. Повеља ЛАЗАР за граф. дизајн СФ енциклопедије, 1991.
31. Прва награда Сајма књига за граф. дизајн СФ енциклопедија у два тома, 1991.
32. Похвала за граф. дизајн Керамика у Србији, 1988.
33. Награда Привредне коморе за најбоља графичка решења остварена у привреди Београда
34. Награда Сајма књига за дизајн монографије Оља Ивањицки, 1984.
35. Прва награда Сајма књига за монографију Димитрије 1987.
36. Годишња награда УЛУПДС-а, 1986.
37. Друrа награда Сајма књига за дизајн монографије Љуба Поповић, 1987.
38. Трећа награда Сајма књига за Предео сликан чајем, 1988.
39. Награда Сајма књига за графички дизајн сабраних дела Лазе Костић, 1989.
40. Награда Сајма књига за монографију Архитекта Тома Марковић, 1991.
41. Прва награда УЛУПДС-а за графички дизајн монографије Воденица, 1999.
42. Награда Салона књига Нови Сад за књиге Србија и јужно-словенско питање, 1992.
43. Награда Сајма књига за графички дизајн књиге Врачар, 1994.
44. Награда Сајма књига и УЛУПДС-а за књигу Лирски јунаци, 1995.
45. Похвала Сајма књига за граф. дизајн књиге Ахилије, 1996.
46. Повеља у знак признања за изузетне уметничке заслуге које доприносе остваривању укупног напретка СО Ариље, 1995.
47. Диплома и прва награда Салона књига Нови Сад за књигу др. Јован Пачу, 1996.
48. Диплома и друга награда Салона књига у Новом Саду за књигу Приче о митоманима, 1996.
49. Изузетно признање Владе Републике Србије за велики допринос културе у Републици Србији, 2007.
50. Вукова награда за допринос развоју културе у Републици Србији и свесрпском културном простору, 2007.

## Интервјуи
- Кратки документарац са Добрилом Николићем, који су правили студенти Београдске политехнике, погледајте овде: , 2015год.
- Интервју у Политици са Добрилом Николићем, прочитајте овде: , 2007год.